# Aepyornis
Aepyornis és un gènere d'ocell elefant, un dels dos gèneres d'aus estrucioniformes endèmic de Madagascar conegut com a ocell elefant. Aquest animal de 400 kg fou l'au més gran del món fins a la seva extinció, fa uns 1.000 anys.

## Taxonomia
Generalment avui en dia quatre espècies són acceptades en el gènere Aepyornis; A. hildebrandti, A. gracilis, A. medius i A. maximus,
però la validesa d'alguns és disputat, amb nombrosos autors de tractar a tots en una sola espècie, A. maximus. 
- Aepyornis gracilis Monnier, 1913[1]
- Aepyornis hildebrandti Burckhardt, 1893[1]
  - Aepyornis mulleri Milne-Edwards i Grandidier, 1894
- Aepyornis maximus Hilaire, 1851[1]
  - Aepyornis modestus Milne-Edwards i Grandidier, 1869
  - Aepyornis ingens Milne-Edwards i Grandidier, 1894
  - Aepyornis titan Andrews, 1894
- Aepyornis medius Milne-Edwards i Grandidier, 1866[1]
  - Aepyornis grandidieri Rowley, 1867
  - Aepyornis cursor Milne-Edwards i Grandidier, 1894
  - Aepyornis lentus Milne-Edwards i Grandidier, 1894

### Etimologia

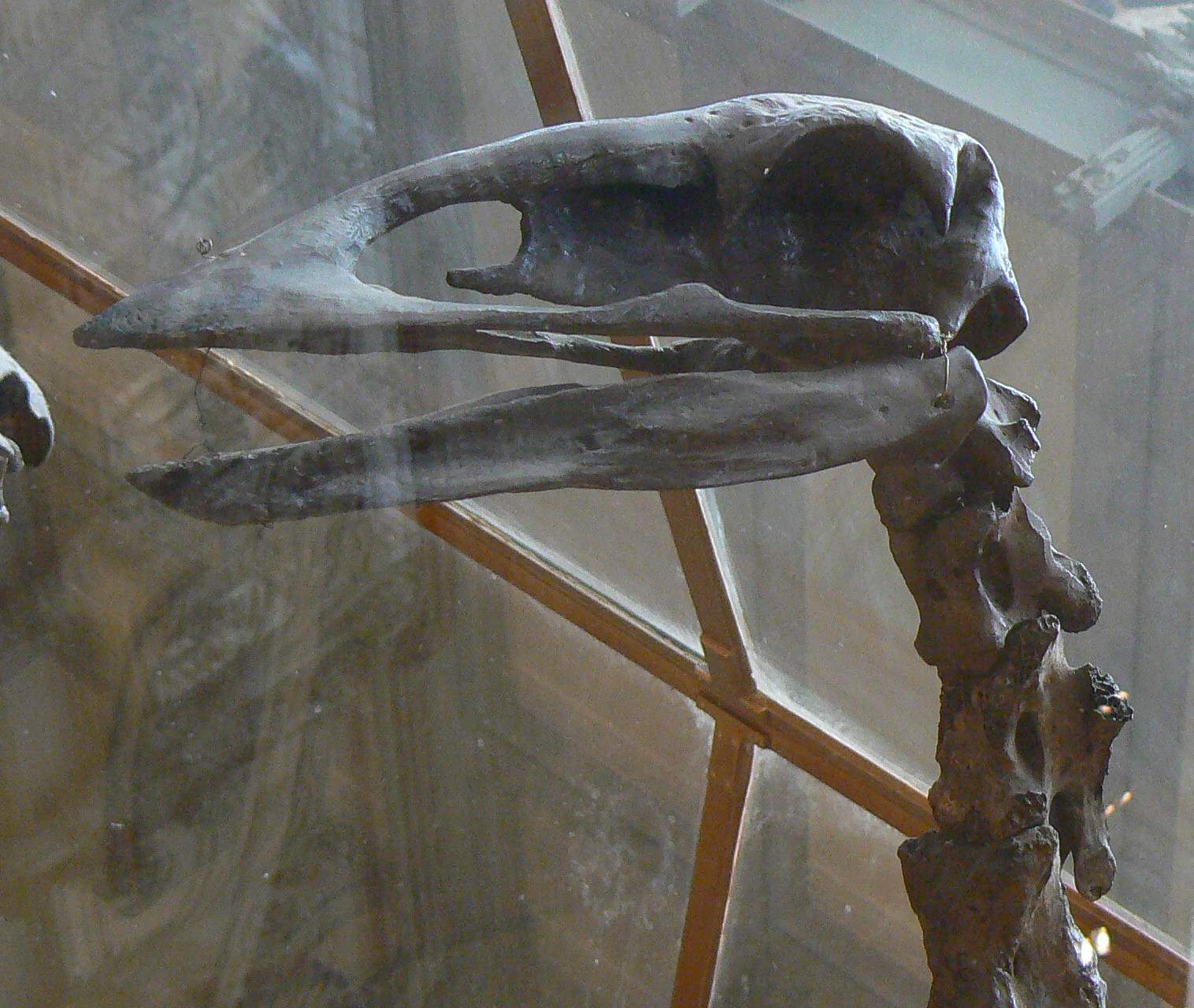
Crani d'un Aepyornis

Aepyornis maximus és conegut comunament com l'"ocell elefant", un terme que segons sembla es va originar el 1298 per part de Marco Polo en la mitologia Rukh, tot i que aparentment es referia a una gran àguila prou forta com per "porta un elefant amb les seves urpes".
Avistaments d'ous d'ocells elefant, pels primers navegants (per exemple, el text del Mapamundi de Fra Mauro de 1467-1469, si no és atribuïble als estruços) també podria haver estat erròniament atribuïda a una au de rapinya gegant de Madagascar. La llegenda del Rukh també podria tenir el seu origen en els albiraments d'aquesta au gegant subfòssil àguila en relació amb els països d'Àfrica que tenen l'àguila coronada africana, que ha estat descrit en el gènere Stephanoaetus de Madagascar, ser prou gran com per portar grans primats, actualment, lèmurs encara conserven la por als depredadors aeris d'aquest tipus. Una altra podria ser la percepció de retenció neotènica estrucioniforme, les característiques per les quals es poden confondre amb enormes pollets d'un ocell presumiblement més massiu.

## Descripció
Aepyornis, era una au gegant no voladora, estrucioniforme natiu a Madagascar, extint almenys des del segle xvii. Aepyornis era l'au més gran del món, es creu que feia 3 m d'alçada i un pes de prop de mitja tona - 400 kg. S'han trobat restes d'Aepyornis adults i ous, i en alguns casos, els ous tenen una circumferència de més d'1 metre i una longitud de fins a 34 cm. El volum de l'ou és d'aproximadament 160 vegades més gran que un ou de gallina.

## Hàbitat
Igual que el casuari, l'estruç, el nyandú, l'emú i el kiwi, Aepyornis era un estrucioniforme, no podia volar, i el seu estèrnum no tenia quilla. A conseqüència del fet que Madagascar i Àfrica es van separar fa molt de temps per al llinatge estrucioniformes, Aepyornis s'havia pensat que s'havien dispersat i s'havien convertit en aus no voladores i gegantines in situ.
Un pont terrestre de Gondwana a Madagascar va estar disponible fa uns 85 milions d'anys, per al llinatge d'aus elefants.

## Reproducció

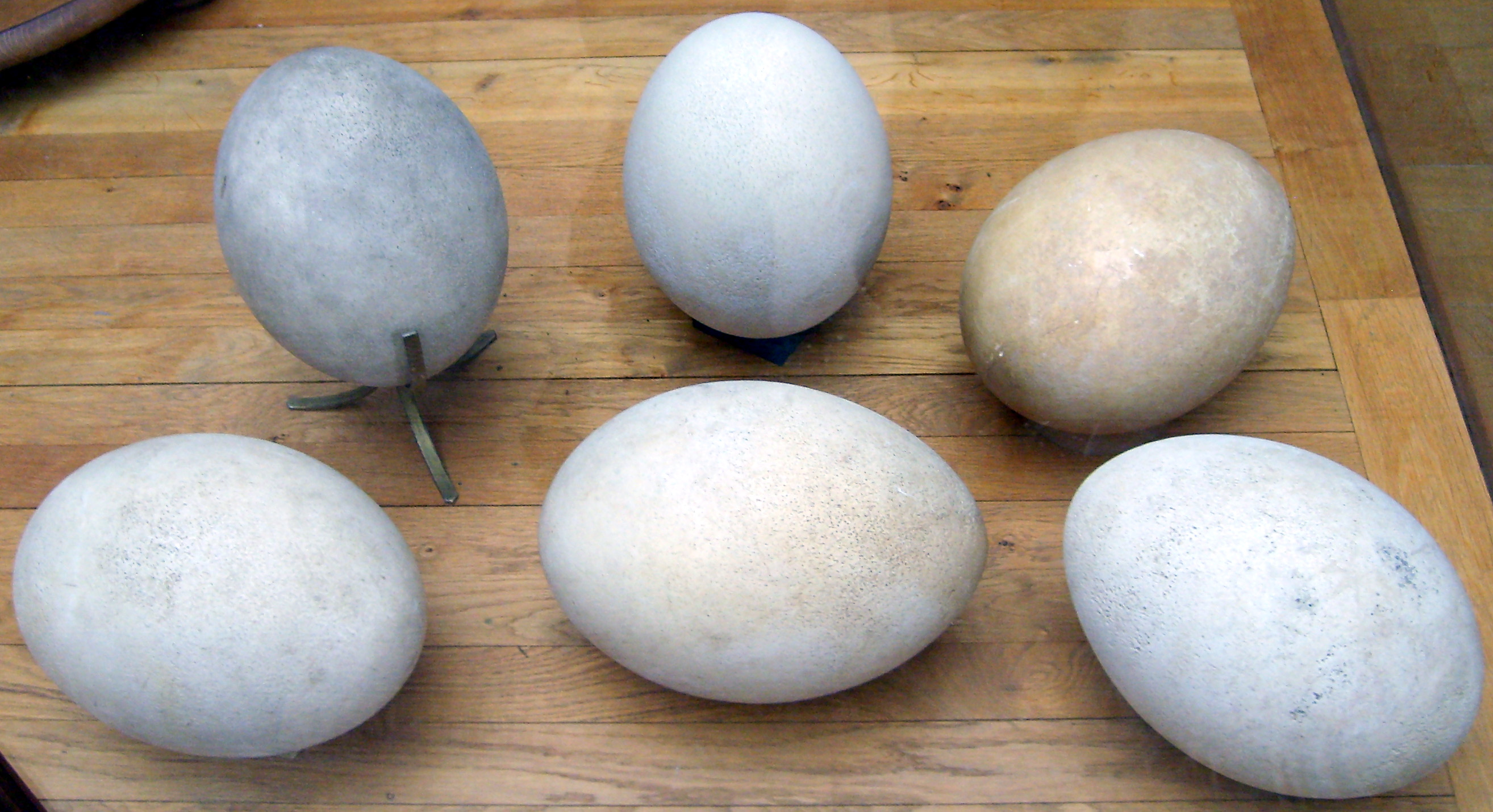
Ous dAepyornis, Museu Nacional d'Història Natural, Paris

De tant en tant els ous subfòssils es troben intactes. La National Geographic Society a Washington posseeix un exemplar d'un ou d'Aepyornis que se li va donar a Luis Marden el 1967. La mostra està intacta i conté un esquelet embrionari de l'ocell nonat. Un altre ou gegant d'Aepyornis està en exhibició en el Museu d'Història Natural de Harvard a Cambridge. Un motlle d'ou d'Aepyornis es conserva a la Grant Museum of Zoology a la Universitat de Londres. El presentador de la BBC, David Attenborough té una closca d'ou fossilitzat gairebé completa, que ell va acoblar a partir de fragments que va recollir en una visita a Madagascar.

## Extinció

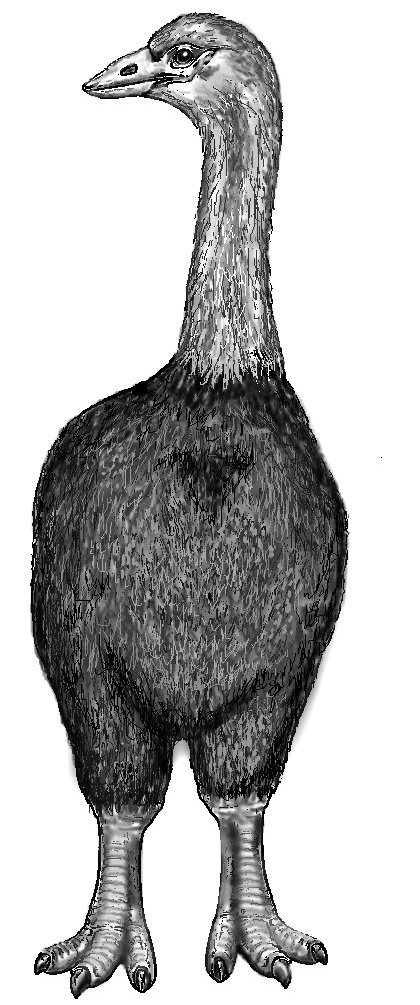
Restauració d'Aepyornis maximus

L'opinió generalitzada és que l'extinció d'Aepyornis era un efecte de l'activitat humana. Inicialment les aus foren difoses, des del nord fins a l'extrem sud de Madagascar.
Una teoria diu que els humans caçaven en massa les aus elefant i això va provocar l'extinció en un període temps molt curt (la hipòtesi de guerra llampec). En efecte, hi ha evidència que foren assassinats. Tanmateix, els seus ous poden haver estat el punt més vulnerable del seu cicle de vida. Un estudi arqueològic recent va trobar fragments de closques d'ou entre les restes dels focs humans, el que suggereix que els ous proporcionaven regularment menjars per a tota la família.
El moment exacte del període en què es va extingir tampoc és certa, contes d'aquestes aus gegants poden haver persistit durant segles en la memòria cultural. Hi ha evidència arqueològica òssia en la datació basada en el radiocarboni d'un Aepyornis en 1880 + / - 70 BP (c. 120 AD) amb signes d'especejament i sobre la base de la datació per radiocarboni de petxines, al voltant de l'any 1000 BP (= c. 1000 dC).
Es creu que Aepyornis és l'animal llegendari extint malgaix anomenat vorompatra, en malgaix "ocell del pantà" (vorom es tradueix com a "ocell"). Després de molts anys d'intents fallits, les molècules d'ADN dels ous Aepyornis es van extreure amb èxit per un grup d'investigadors internacionals i els resultats foren publicats en les Actes de la Royal Society B. També s'ha suggerit que l'extinció era un efecte secundari d'impacte humà a causa de la transferència de malalties hipercomensals humanes com ara pollastres i gallina de guinea. Els ossos d'aquestes aus domesticades s'han trobat en subfòssils en diferents llocs a l'illa (MacPhee i Marx, 1997: 188), com ara Ambolisatra (Madagascar), on Mullerornis sp. i s'han informat Aepyornis maximus.
 En el programa transmès per la BBC a principis de 2011, David Attenborough va dir que "molt pocs ossos d'Aepyornis mostren signes de carnisseria, probablement perquè hi va haver un tabú nadiu malgaix en contra de matar Aepyornis, i aquesta és probablement la raó per la qual Aepyornis va sobreviure tant de temps després de l'arribada de l'home a Magadascar". Però això no diu res sobre si els nadius van tenir tants ous d'Aepyornis que les espècies es van extingir.